# جاك مونو
جاك مونو (بالفرنسية: Jacques Lucien Monod)‏ ـ (9 فبراير 1910 ـ 31 مايو 1976) هو عالم أحياء فرنسي حصل على  جائزة نوبل في الطب لعام 1965 بالاشتراك مع مواطنيه فرنسوا جاكوب وأندريه لووف.

## المولد والأسرة
ولد جاك لوسيان مونو في باريس في التاسع من فبراير عام 1910 لأب يعمل رساماً وينتمي إلى طائفة الهوجينوه البروتستانتية وأم أمريكية.

## التعليم
انتقل جاك مونو عام 1917 إلى جنوب فرنسا حيث تلقى دراسته الثانوية في مدينة كان، بعدها انتقل إلى باريس عام 1928 للدراسة بالجامعة.
بدأ اهتمام مونو بعلم الأحياء مبكراً، ربما تأثراً بأبيه الذي كان يقرأ كتابات داروين، ولذلك اختار مونو الابن دراسة العلوم الطبيعية في الجامعة حيث حصل على بكالوريوس العلوم عام 1931 وقام بالتدريس في كلية العلوم ابتداء من عام 1934 ثم سافر إلى الولايات المتحدة الأمريكية عام 1936 ليلتحق بمعهد كاليفورنيا للتكنولوجيا (كالتيك) California Institute of Technology بموجب منحة من مؤسسة روكفلر. وفي عام 1941 حصل مونو على درجة الدكتوراه في العلوم الطبيعية.

## المناصب العلمية التي شغلها
بعد تحرير فرنسا من النازي عمل مونو بمعهد باستور كمدير معمل ثم عُيِّن مديراً لقسم
الكيمياء الحيوية الخلوية عام 1954، وفي عام 1959 عُيِّن أستاذاً لكيمياء الأيض (الميتابولزم) بجامعة السوربون، وفي عام 1967 أصبح أستاذاً في الكوليج دو فرانس، ثم صار عام 1971 مديراً لمعهد باستور.

## الجوائز والتكريمات المدنية
من التكريمات التي حصل عليها مونو:

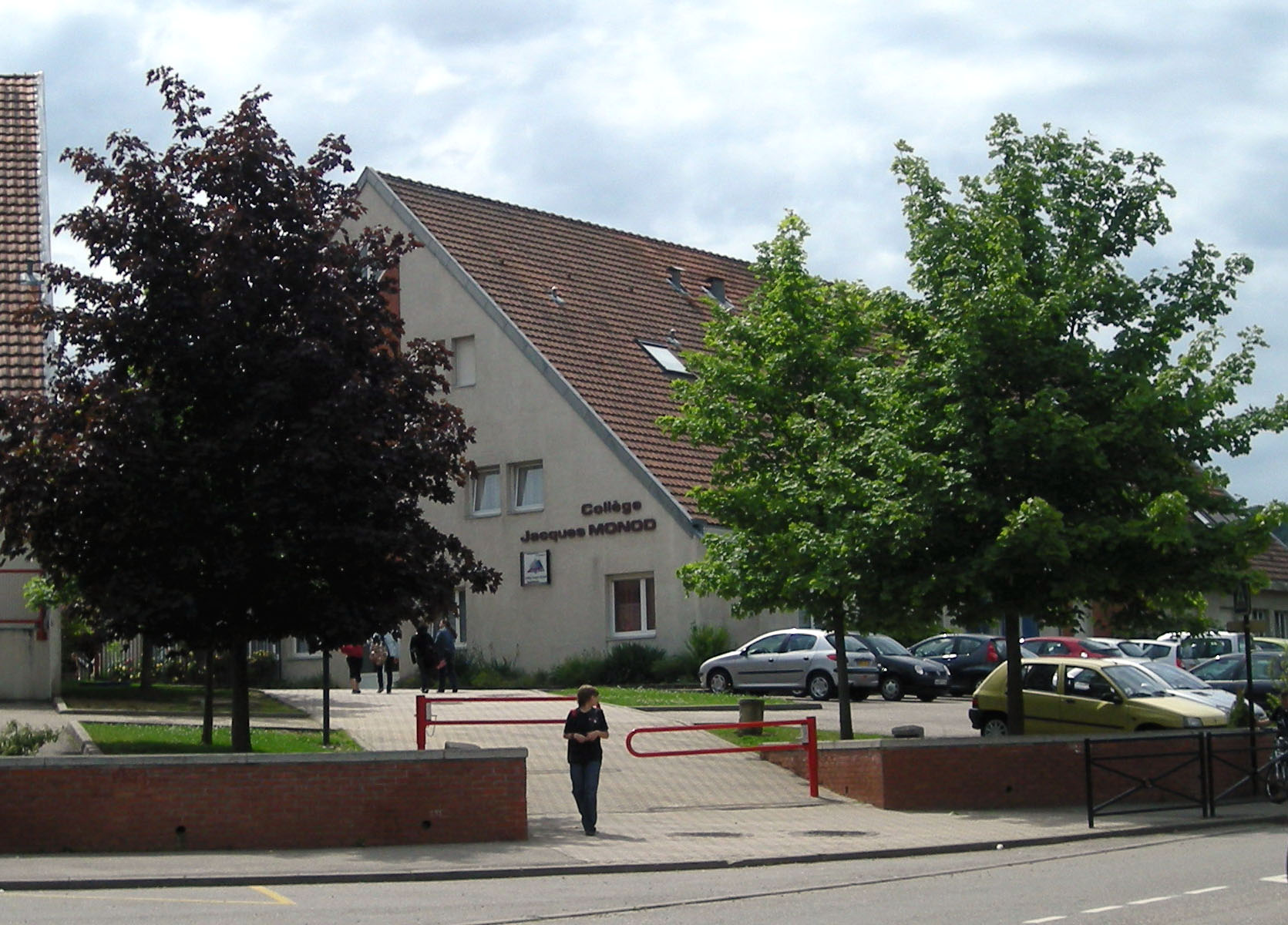
كلية جاك مونو في مدينة لودر بشمال شرق فرنسا، سُمّيت تيمناً بعالم نوبل "جاك مونو"

- جائزة مونتيون في الفيزيولوجيا (علم وظائف الأعضاء) من أكاديمية العلوم (باريس 1955)
- ميدالية لويس رابكين (لندن 1958)
- عضو أجنبي شرفي بالأكاديمية الأمريكية للفنون والعلوم (1960)
- وسام العلوم من رتبة فارس (1961) Chevalier de l'Ordre des Palmes Académiques
- جائزة شارل ليوبولد ماير Charles Léopold Mayer من أكاديمية العلوم (1962)
- وسام جوقة الشرف من رتبة ضابط (1963)
- عضو أجنبي شرفي بالأكاديمية الألمانية لعلماء الطبيعة (1965)
- دكتوراه شرفية في العلوم من جامعة شيكاغو (1965)
- عضو أجنبي بالجمعية الملكية البريطانية (1968)
- عضو أجنبي بالأكاديمية القومية للعلوم بواشنطن (1968)
- عضو أجنبي بالجمعية الفلسفية الأمريكية (1969)
- دكتوراه شرفية في العلوم من جامعة روكفلر الأمريكية (1970)

## التكريمات والأوسمة العسكرية
شملت التكريمات والأوسمة العسكرية التي حصل عليها مونو عقب انتهاء الحرب العالمية الثانية ما يلي:
- رتبة كولونيل (عقيد) فخري (1945)
- وسام جوقة الشرف العسكري من رتبة فارس (1945)
- وسام صليب الحرب (1945) Croix de Guerre
- ميدالية النجم البرونزي

## وفاته
توفي جاك مونو في 31 مايو 1976 ودفن في مقبرة غراند جاس (بالفرنسية Cimetière du Grand Jas) في مدينة كان على شواطئ الريفييرا الفرنسية.

## روابط خارجية
- جاك مونو على موقع الموسوعة البريطانية (الإنجليزية)
- جاك مونو على موقع مونزينجر (الألمانية)
- جاك مونو على موقع إن إن دي بي (الإنجليزية)